# サッカーポーランド代表
サッカーポーランド代表（サッカーポーランドだいひょう、Reprezentacja Polski w piłce nożnej）は、ポーランドサッカー協会（PZPN）によって構成される、ポーランドのサッカーのナショナルチームである。

## 歴史

### 1930年代 - 1980年代
ワールドカップ初出場は1938年大会だった。ポーランドは逼迫する国際情勢の中での参加で、この年はナチス・ドイツ及びソ連のポーランド侵攻の前年に相当する。この大会で1回戦でブラジルと対戦したが5-6で敗退している。

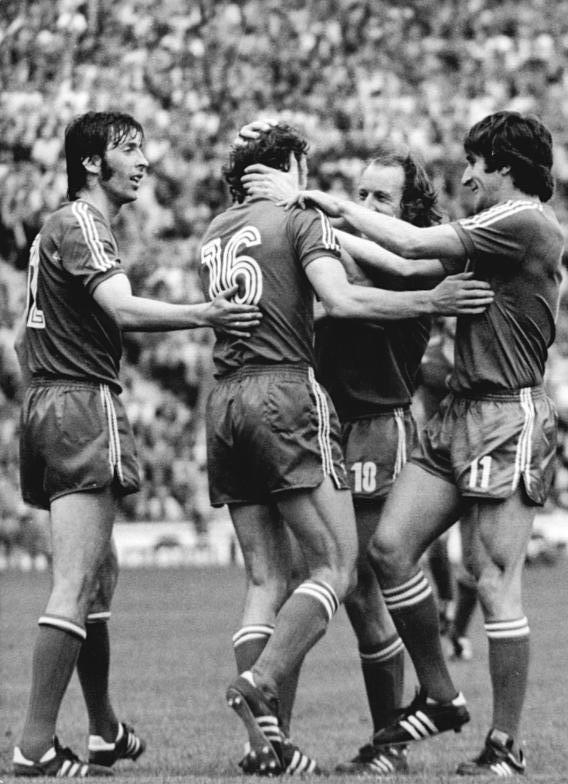
1974 FIFAワールドカップ3位決定戦でブラジルを下し歓喜する選手達

1974年大会では、初出場から6大会連続で本大会に出場しているイングランドと欧州予選の最終戦でウェンブリー・スタジアムで互いに突破をかけて対戦した。勝てば逆転で突破を果たすイングランドを相手にアウェイながら先制点を挙げ、最後には1-1の引分で7大会ぶりの出場権を獲得した。本大会でも決勝進出をかけた2次リーグ最終戦で地元の西ドイツに1-0で敗れるが、それ以外の試合はブラジル、アルゼンチン、イタリアなどに全勝し、6勝1敗で3位入賞を果たした。
その後、1986年大会まで連続して出場した。1982年大会では、3位決定戦でフランスに3-2で勝利して再び3位入賞を果たしている。

### 2000年代 - 2010年代
16年ぶりの出場となった2002年大会では、ナイジェリアから帰化したエマヌエル・オリサデベを擁して欧州予選を突破したがアメリカに1勝したのみでグループリーグで敗退している。2006年大会にも連続出場したが、コスタリカに勝利したもののグループリーグで敗退した。
UEFA EURO（欧州選手権）には2008年大会で初めて出場したが、本戦では1勝も挙げられず終わった。開催国として臨んだUEFA EURO 2012では、グループAでロシア、ギリシャ、チェコと対戦した。しかし、2分1敗と1勝も挙げられずグループリーグ敗退となった。予選を突破し3大会連続出場となったUEFA EURO 2016では北アイルランド戦で本大会初勝利を記録すると、初めてグループリーグを突破した。ラウンド16でスイスをPK戦で下すも、準々決勝で今大会優勝のポルトガルにPK戦で敗れた。
2018 FIFAワールドカップ・ヨーロッパ予選ではロベルト・レヴァンドフスキが16得点と予選得点王に輝く活躍を見せ、E組1位となり3大会ぶり8回目のワールドカップ出場を決めた。
本大会ではグループHに入るが、初戦でセネガルに1-2、2戦目のコロンビアに0-3で敗れ、3戦目の日本戦を残したままポーランドのグループリーグ敗退が決まった。なお、日本戦は1-0で勝利した。なお、FIFAワールドカップでは2018年大会終了時点で、グループリーグ敗退となった3大会では2連敗してグループリーグ敗退が決まってから最終戦で勝利している。

### 2020年代
UEFA EURO 2020ではスペイン、スウェーデンという2つの強豪とプレーオフを勝ち抜いてきたスロバキアと同組になった。大会初戦のスロバキア戦ではGKのヴォイチェフ・シュチェスニーによるミスもあって1-2で敗戦し、続くスペイン戦とスウェーデン戦ではエースストライカーのロベルト・レヴァンドフスキが3得点と奮闘するもスペインに引き分けただけに終わり、グループを1分2敗という悲惨な結果で大会敗退が決まった。
2022 FIFAワールドカップ・ヨーロッパ予選ではグループI2位でプレーオフへ進出し、プレーオフではパスBに組み入れられた。2022年ロシアのウクライナ侵攻を受け、同組に入ったスウェーデン、チェコと共にポーランドが準決勝で対戦するロシアとの対戦拒否を表明し、その後国際サッカー連盟（FIFA）はロシアを予選追放処分にしたと同時に、プレーオフ準決勝の不戦勝が決定。プレーオフ決勝ではスウェーデンを2-0で下して2大会連続の出場を決めた。
本大会ではグループCに入り、初戦でメキシコと対戦。レヴァンドフスキのPKがギジェルモ・オチョアに阻止されたが、0-0で勝ち点1を獲得。続くサウジアラビア戦ではレヴァンドフスキのW杯初ゴールを含む2-0で勝利した。3戦目のアルゼンチン戦では0-2で敗れ、勝ち点4でメキシコと並ぶが得失点差で上回ったためグループ2位で36年ぶりの決勝トーナメント進出を果たした。決勝トーナメント1回戦ではグループDを首位で通過したフランス代表と対戦。キリアン・エムバペとオリヴィエ・ジルーにゴールを決められ、レヴァンドフスキのPKで1点を返すが1-3で敗れ、ベスト16でカタールの地を去った。大会終了後にチェスワフ・ミフニェヴィチ監督は退任し、ミフニェヴィチの後任には8年間にわたってポルトガル代表の監督を務めていたフェルナンド・サントスが監督に就任した。
UEFA EURO 2024予選ではグループEに入り、アルバニア、チェコ、モルドバ、フェロー諸島と同組になったが、第3節でモルドバ相手に前半に2点リードしながら後半に3点を奪われて2-3で逆転負けを喫し、第5節のアルバニア戦でも0-2で敗れた。この試合を最後にサントスは監督を解任された。
UEFA EURO 2024ではグループDに入り、初戦でオランダと対戦し、前半16分にアダム・ブクサのゴールで先制するが、同29分にコーディ・ガクポ、83分にボウト・ベグホルストのゴールで2点を奪われ1-2で逆転負けを喫した。2戦目のオーストリア戦では前半9分にゲアノット・トラウナーに先制ゴールを決められ、同30分にクシシュトフ・ピョンテクのゴールで一時は追いつくも66分・78分に立て続けに2失点を喫し1-3で敗戦。直後に行われたフランス対オランダ戦が0-0で終了したことでグループ4位が確定。2大会連続のグループステージ敗退が決定しただけでなく、今大会史上最速でグループステージ敗退を喫することとなった。負ければEURO史上初の3連敗で終わる最終戦のフランス戦では、前半を0-0で折り返すも56分にキリアン・エムバペにPKから先制点を奪われ、79分にロベルト・レヴァンドフスキのPKで追いつくも、逆転できず引き分けとなった。それでも勝点1を最後の最後に獲得し3連敗を回避して大会を終えた。

## 成績

### FIFAワールドカップ
| 開催国 / 年 | 成績               | 試       | 勝       | 分       | 負       | 得       | 失       |
| ----------- | ------------------ | -------- | -------- | -------- | -------- | -------- | -------- |
| 1930        | 不参加             | 不参加   | 不参加   | 不参加   | 不参加   | 不参加   | 不参加   |
| 1934        | 予選敗退           | 予選敗退 | 予選敗退 | 予選敗退 | 予選敗退 | 予選敗退 | 予選敗退 |
| 1938        | 1回戦敗退          | 1        | 0        | 0        | 1        | 5        | 6        |
| 1950        | 不参加             | 不参加   | 不参加   | 不参加   | 不参加   | 不参加   | 不参加   |
| 1954        | 参加辞退           | 参加辞退 | 参加辞退 | 参加辞退 | 参加辞退 | 参加辞退 | 参加辞退 |
| 1958        | 予選敗退           | 予選敗退 | 予選敗退 | 予選敗退 | 予選敗退 | 予選敗退 | 予選敗退 |
| 1962        | 予選敗退           | 予選敗退 | 予選敗退 | 予選敗退 | 予選敗退 | 予選敗退 | 予選敗退 |
| 1966        | 予選敗退           | 予選敗退 | 予選敗退 | 予選敗退 | 予選敗退 | 予選敗退 | 予選敗退 |
| 1970        | 予選敗退           | 予選敗退 | 予選敗退 | 予選敗退 | 予選敗退 | 予選敗退 | 予選敗退 |
| 1974        | 3位                | 7        | 6        | 0        | 1        | 16       | 15       |
| 1978        | 2次リーグ敗退      | 6        | 3        | 1        | 2        | 6        | 6        |
| 1982        | 3位                | 7        | 3        | 3        | 1        | 11       | 5        |
| 1986        | ベスト16           | 4        | 1        | 1        | 2        | 1        | 7        |
| 1990        | 予選敗退           | 予選敗退 | 予選敗退 | 予選敗退 | 予選敗退 | 予選敗退 | 予選敗退 |
| 1994        | 予選敗退           | 予選敗退 | 予選敗退 | 予選敗退 | 予選敗退 | 予選敗退 | 予選敗退 |
| 1998        | 予選敗退           | 予選敗退 | 予選敗退 | 予選敗退 | 予選敗退 | 予選敗退 | 予選敗退 |
| 2002        | グループリーグ敗退 | 3        | 1        | 0        | 2        | 3        | 7        |
| 2006        | グループリーグ敗退 | 3        | 1        | 0        | 2        | 2        | 4        |
| 2010        | 予選敗退           | 予選敗退 | 予選敗退 | 予選敗退 | 予選敗退 | 予選敗退 | 予選敗退 |
| 2014        | 予選敗退           | 予選敗退 | 予選敗退 | 予選敗退 | 予選敗退 | 予選敗退 | 予選敗退 |
| 2018        | グループリーグ敗退 | 3        | 1        | 0        | 2        | 2        | 5        |
| 2022        | ベスト16           | 4        | 1        | 1        | 2        | 3        | 5        |
| 合計        | 出場9回            | 38       | 17       | 6        | 15       | 49       | 50       |

### UEFA欧州選手権
| 開催国 / 年 | 成績               | 試       | 勝       | 分       | 負       | 得       | 失       |
| ----------- | ------------------ | -------- | -------- | -------- | -------- | -------- | -------- |
| 1960        | 予選敗退           | 予選敗退 | 予選敗退 | 予選敗退 | 予選敗退 | 予選敗退 | 予選敗退 |
| 1964        | 予選敗退           | 予選敗退 | 予選敗退 | 予選敗退 | 予選敗退 | 予選敗退 | 予選敗退 |
| 1968        | 予選敗退           | 予選敗退 | 予選敗退 | 予選敗退 | 予選敗退 | 予選敗退 | 予選敗退 |
| 1972        | 予選敗退           | 予選敗退 | 予選敗退 | 予選敗退 | 予選敗退 | 予選敗退 | 予選敗退 |
| 1976        | 予選敗退           | 予選敗退 | 予選敗退 | 予選敗退 | 予選敗退 | 予選敗退 | 予選敗退 |
| 1980        | 予選敗退           | 予選敗退 | 予選敗退 | 予選敗退 | 予選敗退 | 予選敗退 | 予選敗退 |
| 1984        | 予選敗退           | 予選敗退 | 予選敗退 | 予選敗退 | 予選敗退 | 予選敗退 | 予選敗退 |
| 1988        | 予選敗退           | 予選敗退 | 予選敗退 | 予選敗退 | 予選敗退 | 予選敗退 | 予選敗退 |
| 1992        | 予選敗退           | 予選敗退 | 予選敗退 | 予選敗退 | 予選敗退 | 予選敗退 | 予選敗退 |
| 1996        | 予選敗退           | 予選敗退 | 予選敗退 | 予選敗退 | 予選敗退 | 予選敗退 | 予選敗退 |
| 2000        | 予選敗退           | 予選敗退 | 予選敗退 | 予選敗退 | 予選敗退 | 予選敗退 | 予選敗退 |
| 2004        | 予選敗退           | 予選敗退 | 予選敗退 | 予選敗退 | 予選敗退 | 予選敗退 | 予選敗退 |
| 2008        | グループリーグ敗退 | 3        | 0        | 1        | 2        | 1        | 4        |
| 2012        | グループリーグ敗退 | 3        | 0        | 2        | 1        | 2        | 3        |
| 2016        | ベスト8            | 5        | 2        | 3        | 0        | 4        | 2        |
| 2021        | グループリーグ敗退 | 3        | 0        | 1        | 2        | 4        | 6        |
| 2024        | グループリーグ敗退 | 3        | 0        | 1        | 2        | 3        | 6        |
| 合計        | 出場5回            | 17       | 2        | 8        | 7        | 14       | 21       |

### オリンピック
| 開催年 | 結果                             | 試       | 勝       | 分       | 負       | 得       | 失       |
| ------ | -------------------------------- | -------- | -------- | -------- | -------- | -------- | -------- |
| 1920   | 不参加                           | 不参加   | 不参加   | 不参加   | 不参加   | 不参加   | 不参加   |
| 1924   | 1回戦敗退                        | 1        | 0        | 0        | 1        | 0        | 5        |
| 1928   | 予選敗退                         | 予選敗退 | 予選敗退 | 予選敗退 | 予選敗退 | 予選敗退 | 予選敗退 |
| 1936   | 4位                              | 4        | 2        | 0        | 2        | 11       | 10       |
| 1948   | 予選敗退                         | 予選敗退 | 予選敗退 | 予選敗退 | 予選敗退 | 予選敗退 | 予選敗退 |
| 1952   | 1回戦敗退                        | 2        | 1        | 0        | 1        | 2        | 3        |
| 1956   | 予選敗退                         | 予選敗退 | 予選敗退 | 予選敗退 | 予選敗退 | 予選敗退 | 予選敗退 |
| 1960   | グループステージ敗退             | 3        | 1        | 0        | 2        | 7        | 5        |
| 1964   | 予選敗退                         | 予選敗退 | 予選敗退 | 予選敗退 | 予選敗退 | 予選敗退 | 予選敗退 |
| 1968   | 予選敗退                         | 予選敗退 | 予選敗退 | 予選敗退 | 予選敗退 | 予選敗退 | 予選敗退 |
| 1972   | 金メダル                         | 7        | 6        | 1        | 0        | 21       | 5        |
| 1976   | 銀メダル                         | 5        | 3        | 1        | 1        | 11       | 5        |
| 1980   | 予選敗退                         | 予選敗退 | 予選敗退 | 予選敗退 | 予選敗退 | 予選敗退 | 予選敗退 |
| 1984   | 予選敗退                         | 予選敗退 | 予選敗退 | 予選敗退 | 予選敗退 | 予選敗退 | 予選敗退 |
| 1988   | 予選敗退                         | 予選敗退 | 予選敗退 | 予選敗退 | 予選敗退 | 予選敗退 | 予選敗退 |
| 通算   | 最高成績 : 優勝 15大会中/6回出場 | 18       | 13       | 3        | 2        | 53       | 33       |

## 歴代監督
- パウロ・ソウザ 2021
- チェスワフ・ミフニェヴィチ（英語版） 2022
- フェルナンド・サントス 2023

## 歴代選手

### 主要大会のメンバー
| FIFAワールドカップ - 1938 FIFAワールドカップ参加チーム - 1974 FIFAワールドカップ参加チーム - 1978 FIFAワールドカップ参加チーム - 1982 FIFAワールドカップ参加チーム - 1986 FIFAワールドカップ参加チーム - 2002 FIFAワールドカップ参加チーム - 2006 FIFAワールドカップ参加チーム - 2018 FIFAワールドカップ参加チーム - 2022 FIFAワールドカップ参加チーム | UEFA欧州選手権 - UEFA EURO 2008参加チーム - UEFA EURO 2012参加チーム - UEFA EURO 2016参加チーム - UEFA EURO 2020参加チーム |

### 主な代表選手
| GK - ヤン・トマシェフスキ - ユゼフ・ムイナルチク - イェジー・ドゥデク - アルトゥール・ボルツ - トマシュ・クシュチャク - ウカシュ・ファビアンスキ - ヴォイチェフ・シュチェスニー | DF - イェジィ・ゴルゴン - ヴワディスワフ・ジュムダ - ヤツェク・ジェリンスキ - トマシュ・ヴァウドフ - ヤツェク・ボンク - ミハウ・ジェヴワコフ - マリウシュ・レヴァンドフスキ - マルチン・ヴァシレフスキ - ヤクブ・バブジニャク - ウカシュ・ピシュチェク - カミル・グリク - マチェイ・リブス | MF - ヘンリク・カスペルチャク - カジミエシュ・デイナ - アンジェイ・ブンツォル - ピオトル・シビエルチェフスキ - ヤツェク・クジノヴェク - ラファウ・ムラフスキ - ダリウシュ・ドゥドゥカ - ヤクブ・ブワシュチコフスキ - カミル・グロシツキ - グジェゴシュ・クリホビアク - ピオトル・ジエリンスキ | FW - エルンスト・ヴィリモフスキ - エルンスト・ポール - ロベルト・ガドハ - ヴォジミエシュ・ルバンスキ - グジェゴシ・ラトー - アンジェイ・シャルマッフ - ズビグニェフ・ボニエク - ヴォジミエシュ・スモラレク - ヤン・ウルバン - ロマン・コセツキ - マチェイ・ジュラフスキ - エマヌエル・オリサデベ - エウゼビウシュ・スモラレク - ロベルト・レヴァンドフスキ - アルカディウシュ・ミリク - クシシュトフ・ピョンテク - ヤクブ・シュヴィルツォク |

## 歴代記録

### 出場数ランキング

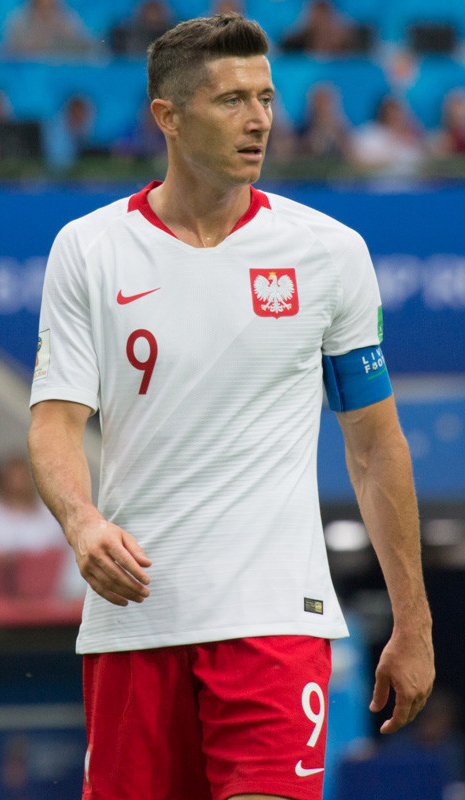
最多出場・最多得点者であるロベルト・レヴァンドフスキ

2024年6月26日時点
| 順位 | 名前                       | 出場 | 得点 | 期間      |
| ---- | -------------------------- | ---- | ---- | --------- |
| 1    | ロベルト・レヴァンドフスキ | 152  | 83   | 2008-     |
| 2    | ヤクブ・ブワシュチコフスキ | 109  | 21   | 2006-2023 |
| 3    | カミル・グリク             | 103  | 6    | 2010-     |
| 4    | ミハウ・ジェヴワコフ       | 102  | 3    | 1999-2011 |
| 5    | グジェゴシ・ラトー         | 100  | 45   | 1971-1984 |
| 5    | グジェゴシュ・クリホビアク | 100  | 5    | 2008-2023 |
| 7    | カジミエシュ・デイナ       | 97   | 41   | 1968-1978 |
| 8    | ヤツェク・ボンク           | 96   | 3    | 1993-2008 |
| 8    | ヤツェク・クジノヴェク     | 96   | 15   | 1998-2009 |
| 10   | ピオトル・ジエリンスキ     | 93   | 12   | 2013-     |

### 得点数ランキング
2024年6月26日時点
| 順位 | 名前                       | 得点 | 出場 | 期間      |
| ---- | -------------------------- | ---- | ---- | --------- |
| 1    | ロベルト・レヴァンドフスキ | 83   | 152  | 2008-     |
| 2    | ヴォジミエシュ・ルバンスキ | 48   | 75   | 1963-1980 |
| 3    | グジェゴシ・ラトー         | 45   | 100  | 1971-1984 |
| 4    | カジミエシュ・デイナ       | 41   | 97   | 1968-1978 |
| 5    | エルンスト・ポール         | 39   | 46   | 1955-1965 |
| 6    | アンジェイ・シャルマッフ   | 32   | 61   | 1973-1982 |
| 7    | ゲラルド・チェスリク       | 27   | 45   | 1947-1958 |
| 8    | ズビグニェフ・ボニエク     | 24   | 80   | 1976-1988 |
| 9    | エルンスト・ヴィリモフスキ | 21   | 22   | 1934-1939 |
| 9    | ヤクブ・ブワシュチコフスキ | 21   | 109  | 2006-2023 |